# Kurjer Lwowski
Kу́р'єр Льво́вскі (пол. Kurjer Lwowski) — польськомовна газета, що видавалась у Львові щоденно у 1883–1935 роках. Головними редакторами були Генрик Ревакович (1884—1887), Болеслав Вислоух (1887—1919), Ян Домбський (1908—1914) і Влодзімеж Ямпольський (від 1922), Й. Гешвінд (від 1927). Перед Першою світовою війною редактором працював українець Богдан Януш.

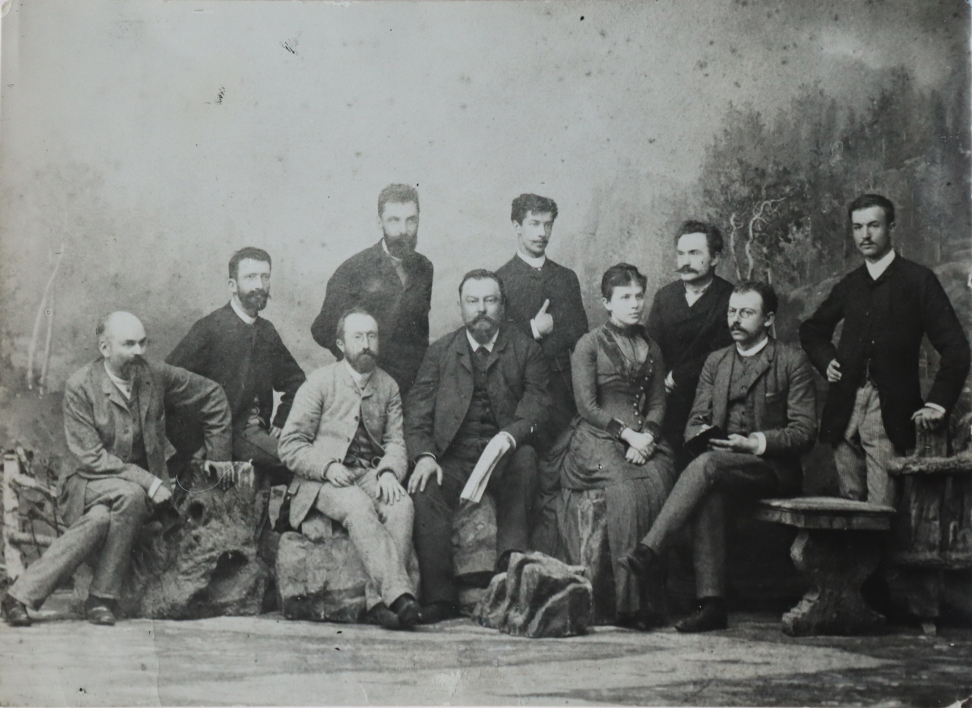
Співробітники «Kurjer Lwowski». Другий праворуч у другому ряду — Іван Франко

У XIX столітті тяжіла до демократів, а від 1918 почала підтримувати народних демократів («ендеків»). Стала переважно газетою львівської інтелігенції. Серед численних дописувачів був, зокрема, Іван Франко, який після конфлікту з лідерами народовського руху втратив роботу у «Зорі». Співпраця з «Кур'єром» була для нього найбільш плідною з-посеред усіх польських газет — сюди він подав до друку близько 900 публікацій. За даними В. Галика, Адольф Інлендер запропонував Франку роботу (своє місце кореспондента) в газеті.
Протягом 1921 — першої половини 1922 років виходив щотижневий додаток «Tydzień Literacki», де публікувались репортажі, науково-популярні статті, рецензії. Від 1931 до 1935 року видавався «Kurier Literacko-Naukowy», основним наповненням якого слугували науково-популярні статті.